# Burning the Ground
«Burning The Ground» —en español: «Quemando la Tierra»— es el vigécimocuarto sencillo de la banda británica de new wave Duran Duran. Fue creado como un sencillo "stand-alone" para promover el álbum recopilatorio Decade: Greatest hits, pero no apareció en el álbum en sí. Sin embargo, su video musical fue incluido en la compilación audiovisual de la banda más grande, lanzado en 1999 (VHS) y 2003 (DVD). La canción es esencialmente un megamix de la historia de Duran Duran, con fragmentos de todos los éxitos de la banda de los diez años anteriores.

## La Canción
Elementos instrumentales de "Save a Prayer", "Hungry Like the Wolf", "Rio", "The Reflex" y "The Wild Boys", incluyendo el sonido flash de la cámara de "Girls on Film", forman el núcleo de la primera parte de la canción, mientras que el "coro" está constituido por cantos de alternancia "Girls!" (de "Girls on Film") y "Boys!" (de "The Wild Boys"). Las sílabas sin sentido de varias canciones, como los bits "noh-noh" de "Notorious", el "bop bop bop" de "Skin Trade" y la "tana nana" y la "fle fle fle fle flex" de "The Reflex ", también se incorporaron. Los elementos de "A View To A Kill", "Notorious", "I Don't Want Your Love" y luego escoge se tejen poco a poco a la mezcla. Los segmentos de la canción están marcados por frases firmas tomadas de otras canciones: primero, "¿Puedes oírme ahora?" ("Planet Earth"), y más tarde, "le digo, alguien tonteando" ("The Reflex") y "El ritmo es el poder" ("I Don't Want Your Love"). El título deriva de una parte de la letra de "Hungry Like the Wolf".
La canción también utiliza varias muestras de sonido de la película Barbarella, de la que la banda tomó su nombre: "Barbarella" "El señor presidente!" "Su misión, encontrar Durand Durand!" "Un momento, voy a deslizar algo en!"
La remezcla fue creado por el productor John Jones, con la ayuda de Dee Long y el ingeniero Chris Potter, en una habitación de arriba en los Olympic Studios en Barnes, mientras que Duran Duran estaba grabando la planta baja nuevo material para el álbum "Liberty", que se iría a estrenar el próximo año.

## Video musical
El video de "Burning The Ground", al igual que la canción, tiene fragmentos de uso de muchos de los trabajos audiovisuales anterior de Duran Duran, incluyendo escenas de su película de 1985 de los conciertos de Arena. El vídeo también utiliza imágenes de la quema de las selvas tropicales de América del Sur, así como los transbordadores espaciales de la NASA e incluso algunas escenas de la banda caminando durante sus sesiones de grabación de su próximo álbum de estudio: "Liberty". Fue dirigido por Adrian Martin.

## Formatos y canciones
– Sencillo en 7": EMI
1. «Burning the Ground» (4:00)
2. «Decadance» (3:29)

 – Sencillo en 12": EMI
1. «Burning the Ground» (4:00)
2. «Decadance» (3:29) [2 Risk E Remix 7"]
3. «Decadance» (Extended mix) (7:57) [2 Risk E Remix 12"]

- CD: Part of "Singles Box Set 1986-1995" boxset

1. «Burning the Ground» (4:00)
2. «Decadance» (3:29) [2 Risk E Remix 7"]
3. Decadance (Extended mix) (7:57) [2 Risk E Remix 12"]

## Posicionamiento en listas

### Listas semanales
| Listas                         | Mejor posición |
| ------------------------------ | -------------- |
| Reino Unido (UK Singles Chart) | 31             |
| Italia (FIMI)                  | 7              |

## Otras apariciones
Álbumes:
- Greatest (1998)
- Singles Box Set 1986-1995 (2005)

## Personal
- Simon Le Bon - Voz
- Nick Rhodes - Teclados, sintetizadores
- John Taylor - Bajo
- Warren Cuccurullo - Guitarra
- Sterling Campbell - Batería

Complementarios:
- John Jones - Productor